# Cosmophasis fazanica
Cosmophasis fazanica är en spindelart som beskrevs av Lodovico di Caporiacco 1936. Cosmophasis fazanica ingår i släktet Cosmophasis och familjen hoppspindlar. Inga underarter finns listade i Catalogue of Life.